# Rudolf Vierhaus
Rudolf Vierhaus, né le 29 octobre 1922 à Eickel et mort le 13 novembre 2011 à Berlin, est un historien allemand. Il est surtout connu pour ses recherches en histoire moderne.

## Biographie
Fils de mineur, il est enrôlé dans l'armée en 1941. Prisonnier militaire, il est relâché en 1947 et commence ses études à l'université de Münster. En 1955, il obtient son doctorat, sous la tutelle de Kurt von Raumer (de), sur le thème de Leopold von Ranke et le monde social. Après avoir reçu son habilitation, il devient Privat-docent toujours à Münster.
En 1964, il accède au poste de professeur dans la toute nouvelle université de Bochum. À partir de 1971, il est directeur de l'institut Max-Planck d'histoire de Göttingen, dont il était déjà directeur-adjoint depuis 1968. C'est là qu'il donne une impulsion notable à la recherche historique allemande dans les domaines de l'histoire des Lumières aussi bien du point de vue  anthropologique, de l'histoire quotidienne que sociale. En même temps, il est pendant de longues années membre dirigeant de la Société d'histoire (de) de Göttingen (Göttinger Geschichtsverein). De 1990 à 1997, il est également un membre dirigeant des commissions historiques tchéco-allemande et slovaco-allemande.
À partir de 1990, Rudolf Vierhaus est à la retraite et vit à Berlin.

## Œuvre
Rudolf Vierhaus plaide pour un renouveau de l'Histoire de la culture, ce qui passe selon lui par plus d'Histoire sociale. Pour base méthodique, il recommande dans son essai : Die Rekonstruktion historischer Lebenswelten. Probleme moderner Kulturgeschichtsschreibung, la reconstruction du cadre de vie. Il écrit également Deutschland im 18. Jahrhundert. Politische Verfassung. Soziales Gefüge. Geistige Bewegungen (Göttingen 1987) (l'Allemagne du 18e siècle, constitution, structure sociale et mouvement spirituel), ainsi qu'un résumé de l'Histoire des XIXe et XXe siècles qu'il éditera sous le titre de Vergangenheit als Geschichte (Göttingen, 2003) (le passé comme histoire) à l'occasion de son 80e anniversaire.

## Sources
- (de) Rüdiger Hohls et Konrad H. Jarausch, Versäumte Fragen. Deutsche Historiker im Schatten des Nationalsozialismus, Stuttgart, DVA, 2000, 528 p. (ISBN 3-421-05341-3), p. 75−88
- (de) « Interview de Rudolf Vierhaus sur le thème du développement de la recherche historique dans les années 1950 et 1960. » (consulté le 21 février 2011)